# 紀元前811年
紀元前811年（きげんぜん811ねん）は、西暦による年。

## 他の紀年法
- 干支 : 庚寅
- 中国
  - 周 - 宣王17年
  - 魯 - 懿公5年
  - 斉 - 文公5年
  - 晋 - 穆侯元年
  - 秦 - 荘公11年
  - 楚 - 熊徇11年
  - 宋 - 恵公20年
  - 衛 - 武公2年
  - 陳 - 釐公21年
  - 蔡 - 夷侯27年
  - 曹 - 戴伯15年
  - 燕 - 釐侯16年
- 朝鮮
  - 檀紀1523年
- ユダヤ暦 : 2950年 - 2951年
- アッシリア暦 : 3940年
- 人類紀元 : 9190年

## 死去
- シャムシ・アダド5世